# ヤマツツジ
ヤマツツジ（山躑躅、学名: Rhododendron kaempferi var. kaempferi）はツツジ科ツツジ属の半落葉低木。山地や丘陵の林内に生える。別名、エゾヤマツツジ、テリハヤマツツジ。

## 分布と生育環境
北海道南部、本州、四国、九州に分布し、丘陵や低山地の疎林内、林縁、日当たりのよい尾根筋、草原などに生育する。日本の野生ツツジの代表種で、日本の野生ツツジでは分布域がもっとも広い。酸性土壌に向くツツジが多い中、本種はその代表的な種である。

## 特徴
半落葉広葉樹。低木で高さは1 - 4メートル (m) になる。若い幹は赤褐色から褐色で、滑らかである。成木になると樹皮が浅く割れて薄くはがれる。若い枝は赤褐色で上向きで淡褐色の伏した剛毛が密生する。
葉は互生し、葉柄は長さ1 - 3ミリメートル (mm) になる。春葉と夏葉の別があり、春葉は春に出て秋に落葉し、夏葉は夏から秋に出て一部は越冬する。春葉は長さ2 - 5センチメートル (cm) 、幅0.7 - 3 cmになり、卵形、楕円形、長楕円形、卵状長楕円形など形状や大きさに変化が多く、先は短くとがり先端に腺状突起があり、基部は鋭形、葉の両面、特に裏面の脈上に長毛が生える。夏葉は春葉より小型で、長さ1 - 2 cm、幅0.4 - 1 cmになり、倒披針形、倒披針状長楕円形で、先は丸く先端に腺状突起があり、基部はくさび形、葉の両面に毛が生える。
花期は4 - 6月。枝先の1個の花芽に2 - 3個の花をつける。花色は、ややオレンジ色がかった赤色がふつうで、品種・変種によっては赤、紅紫色など濃いものや淡いもの、まれに白色がある。花柄は長さ3 - 4 mmになり、花冠の筒はやや太く、径3 - 4 cmの漏斗形で5中裂する。花冠の上側内面に濃色の斑点があり、内面に短毛が散生する。雄蘂は5本。花柱は長さ3 - 4 cmになり無毛。
果実は蒴果で長さ6 - 8 mmの長卵形で、8 - 10月に熟し裂開する。冬でも裂開した果実が枝に枯れ残っていることも多い。
冬芽（花芽）は越冬葉に囲まれる。葉痕は三角形から半円形で、維管束痕が１個つく。
- 群生（大和葛城山）
- 春葉と花冠

## 下位分類
- ヤエザキヤマツツジ Rhododendron kaempferi Planch. f. komatsui (Nakai) H.Hara
- シキザキヤマツツジ Rhododendron kaempferi Planch. f. semperflorens H.Hara
- シロヤマツツジ Rhododendron kaempferi Planch. var. kaempferi f. album Nakai -花冠が白色で斑点が緑色の品種。
- オオシマツツジ Rhododendron kaempferi Planch. var. macrogemma Nakai -夏葉は光沢があり革質で冬も残る。花はやや肉質。伊豆七島、伊豆半島南部に分布する。
- ミカワツツジ Rhododendron kaempferi Planch. var. mikawanum (Makino) Makino -葉、花が小型で花の色に変化が多い。愛知県三河地方に分布する。
- サイカイツツジ Rhododendron kaempferi Planch. var. saikaiense (T.Yamaz.) T.Yamaz. -葉、花が小さい。長崎県の五島列島、鹿児島県の甑島に分布する。
- ヒメヤマツツジ Rhododendron kaempferi Planch. var. tubiflorum Komatsu -葉、花が小さく、花筒が長い。広島県、山口県に分布する。
- ケラマヤマツツジ Rhododendron kaempferi Planch. × R. scabrum G.Don –ヤマツツジとケラマツツジの交雑種。